# Michał Stuligrosz
Michał Stuligrosz (Poznań; 17 de Setembro de 1950 — ) é um político da Polónia. Ele foi eleito para a Sejm em 25 de Setembro de 2005 com 12659 votos em 39 no distrito de Poznań, candidato pelas listas do partido Platforma Obywatelska.
Ele também foi membro da Sejm 2001-2005.